# 121e division d'infanterie (France)
Pour les articles homonymes, voir 121e division d'infanterie.
La 121e division d'infanterie est une division d'infanterie de l'armée de terre française qui a participé à la Première Guerre mondiale.

## Les chefs de la121edivisiond'infanterie
- 14 juin 1915 - 16 juin 1916 : général Guillemin
- 18 juin - 29 décembre 1916 : général Buat
- 31 décembre 1916 - 12 février 1919 : général Targe

## La Première Guerre mondiale

### Composition au cours de la guerre
- Infanterie :

36e Régiment d'Infanterie de juin 1917 à novembre 1918
352e Régiment d'Infanterie de juin 1915 à avril 1917 (dissolution)
404e Régiment d'Infanterie de juin 1915 à avril novembre 1918
417e Régiment d'Infanterie de juin 1915 à octobre 1917 (dissolution)
45e Bataillon de Chasseurs à Pied de juin 1915 à avril novembre 1918
48e Bataillon de Chasseurs à Pied de juin 1915 à avril novembre 1918
55e Bataillon de Chasseurs à Pied de juin 1915 à avril novembre 1918
- cavalerie :

2 escadrons du 7e régiment de hussards de juin 1915 à janvier 1917
2 escadrons du 7e régiment de spahis de janvier 1917 à novembre 1918
- artillerie :

2 groupes de 75 du 5e régiment d'artillerie de juin 1915 à juillet 1917
1 groupe de 75 du 30e régiment d'artillerie de juillet 1916 à juillet 1917
3 groupes de 75 du 205e régiment d'artillerie de juillet 1917 à novembre 1918
118e demi-batterie, puis batterie de 58 du 53e régiment d'artillerie de janvier 1916 à janvier 1918
101e batterie de 58 du 205e régiment d'artillerie de janvier à novembre 1918
12e groupe de 155C du 113e régiment d'artillerie de janvier à juillet 1918
6e groupe de 155C du 135e régiment d'artillerie de juillet à novembre 1918
- génie :

compagnie 15/10r du 6e régiment du génie
1 bataillon du 69e Régiment d'Infanterie Territoriale d'août à novembre 1918

### Historique

#### 1915
Constituée le 14 juin 1915 dans la région de Jaulzy.
- 14 juin – 13 décembre : occupation d'un secteur vers Autrêches et Moulin-sous-Touvent, étendu à droite, le 17 septembre, jusqu'à Pernant.
- 13 décembre 1915 - 12 janvier 1916 : retrait du front et repos vers Cœuvres-et-Valsery. À partir du 21 décembre, mouvement par étapes vers le camp de Crèvecœur : repos et instruction.

#### 1916
- 12 - 19 janvier : mouvement vers la région de Cœuvres-et-Valsery, par Montreuil-sur-Brêche, Saint-Just-en-Chaussée et Verberie ; repos.
- 19 janvier – 25 avril : mouvement vers le front et occupation d'un secteur vers Pernant et Moulin-sous-Touvent, réduit à gauche, le 1er mars jusqu'à Hautebraye.
- 25 avril – 30 mai : retrait du front ; mouvement vers Crépy-en-Valois et Nanteuil-le-Haudouin ; repos. À partir du 9 mai, transport par V.F. dans la région d'Ailly-sur-Noye ; repos. À partir du 17 mai, mouvement vers le Quesnel.
- 30 mai – 21 juin : mouvement vers le front et occupation d'un secteur vers Herleville et Maucourt.
- 21 juin – 12 juillet : retrait du front ; stationnement dans la région de Guillaucourt, puis dans celle de Marcelcave.
- 12 juillet – 3 août : mouvement vers le front : engagée dans la bataille de la Somme, vers Estrées-Deniécourt et l'ouest de Belloy-en-Santerre : les 20, 24 juillet et 1er août, attaques françaises.
- 3 – 16 août : retrait du front ; repos vers Chuignolles.
- 16 – 29 août : mouvement vers le front : engagée à nouveau dans la bataille de la Somme, entre l'est d'Estrées-Deniécourt et le sud de Belloy-en-Santerre : combats vers Estrées-Deniécourt.
- 29 août – 19 septembre : retrait du front ; stationnement vers Proyart.
- 19 septembre – 16 octobre : occupation d'un secteur vers Berny-en-Santerre :

28 septembre : extension du front, à gauche, jusqu'au sud de Belloy-en-Santerre.
14 octobre : attaque française.
- 16 – 27 octobre : retrait du front, repos vers la Faloise, puis, à partir du 25 octobre, vers Gournay-sur-Aronde.
- 27 octobre 1916 – 30 janvier 1917 : mouvement vers le front et occupation d'un secteur entre Plessis-de-Roye et le bois des Loges (exclu).

#### 1917
- 30 janvier – 12 mars : retrait du front, repos vers Estrées-Saint-Denis. À partir du 10 février, mouvement vers Senlis ; instruction au camp de Pontarmé.
- 12 mars – 29 juillet : mouvement vers Attichy, puis vers Ressons-sur-Matz ; à partir du 23 mars, poursuite des troupes allemandes (Opération Alberich) : prise de Remigny et de Vendeuil. Organisation et occupation des positions conquises vers Cerisy :

30 mars : extension du front, à gauche, jusque vers Essigny-le-Grand.
4 avril : prise d'Urvillers.
25 juin : extension du front, à droite, jusque vers Moy.
- 29 juillet – 15 août : retrait du front, repos et instruction vers Ricquebourg.
- 15 août – 25 septembre : transport par V.F. dans la région de Château-Thierry, puis transport par camions vers le front. À partir du 18 août, occupation d'un secteur vers la ferme de la Bovelle et à l'ouest de Cerny-en-Laonnois, étendu à droite, le 29 août, jusqu'à la ferme de la Creute.
- 25 septembre – 18 octobre : retrait du front ; repos et instruction dans la région de Fismes.
- 18 octobre – 17 novembre : mouvement vers le front, puis occupation d'un secteur entre la ferme de la Creute et l'ouest de Cerny-en-Laonnois : le 2 novembre, repli allemand ; progression jusqu'à l'Ailette.
- 17 novembre – 5 décembre : retrait du front ; repos et instruction vers Arcis-le-Ponsart.
- 5 décembre 1917 – 19 avril 1918 : occupation d'un secteur sur l'Ailette, entre la ferme Vauclerc et la ferme Brunin, étendu à droite, le 14 décembre, jusqu'à la lisière est de la forêt de Vauclerc, et, à gauche, le 24 mars, jusqu'à la ferme Malval.

#### 1918
- 19 avril – 4 mai : retrait du front ; repos vers Braine, puis vers Nanteuil-le-Haudouin. Le 27 avril, transport à Pont-Sainte-Maxence ; au début de mai, travaux.
- 4 mai – 2 juin : transport par V.F. en Flandre. Engagée dans la 3e Bataille des Flandres, vers la Clytte et la ferme Godezonne : les 14, 20 et 27 mai, combats violents.
- 2 – 15 juin : retrait du front. À partir du 5 juin, transport par V.F. dans la région de Beauvais, puis par camions dans celle d'Estrées-Saint-Denis, puis mouvement vers le front. Tenue prête, vers Marquéglise, à intervenir dans la Bataille du Matz ; non engagée.
- 15 juin – 10 août : occupation d'un secteur vers Antheuil et la ferme Porte.
- 10 – 28 août : engagée dans la 3e bataille de Picardie : attaque des positions allemandes, entre Marquéglise et Ressons-sur-Matz, le 21 août, prise de Lassigny ; puis organisation des positions conquises, vers Plessis-de-Roye et Lassigny.
- 28 août – 14 septembre : reprise de l'offensive (poussée vers la position Hindenburg) : progression en combattant vers Plessis-Cacheleux, Lagny, la ferme Béhancourt, Sermaize, Bussy, Crisolles, Beaugies, Ugny-le-Gay, le fort de Liez et Travecy.
- 14 – 28 septembre : retrait du front ; repos vers Compiègne et Chevrières ; puis transport par camions à l'ouest de Braine.
- 28 septembre – 5 novembre : engagée à l'ouest d'Ostel : combats depuis le Chemin des Dames jusqu'à l'Ailette (franchie le 10 octobre) ; poursuite vers Marchais et Liesse-Notre-Dame. À la fin d'octobre, engagée dans cette région, dans la Bataille de la Serre ; puis, à partir du début de novembre, organisation des positions conquises, en face des marais de la Souche.
- 5 – 11 novembre : engagée dans la Poussée vers la Meuse : le 6 novembre, franchissement de la Serre ; le 7 de la Brune, et, le 8, de l'Aube ; combats dans la région de Rocroi ; le 11 novembre, prise de Rocroi et des hauteurs de l'est.

#### Rattachements
- Affectation organique :

7e corps d'armée, de juin à juillet 1915
25e corps d'armée, d'août 1915 à novembre 1918
- 1re armée

29 octobre 1916 – 22 mars 1917
5 – 14 juin 1918
14 – 27 septembre 1918
- 3e armée

24 – 29 octobre 1917
22 mars – 15 août 1917
14 juin – 14 septembre 1918
27 octobre – 11 novembre 1918
- 5e armée

30 juin – 4 mai 1918
- 6e armée

14 juin 1915 – 12 avril 1916
9 mai – 5 août 1916
28 octobre 1917 – 30 avril 1918
- 10e armée

12 avril – 9 mai 1916
5 août – 24 octobre 1916
15 août – 28 octobre 1917
27 septembre – 27 octobre 1918
- D.A.N.

4 mai – 5 juin 1918